# Lý Thần
Lý Thần (sinh ngày 24 tháng 11 năm 1978) là nam diễn viên, đạo diễn  người Trung Quốc.

## Sự nghiệp
Năm 1997, Lý Thần được chọn đóng vai chính trong phim truyền hình "17 tuổi không khóc", từ đó bước chân vào giới diễn viên 
Năm 2008, nhờ vào vai diễn trong bộ phim điện ảnh "Cực hạn cứu viện", Lý Thần giành được giải thưởng "Diễn viên triển vọng nhất" tại LHP Thượng Hải lần thứ 11. Năm 2009, Lý Thần được đề cử Giải Emmy Quốc tế cho Nam diễn viên chính xuất sắc nhất cho vai diễn này .
Năm 2011, Lý Thần tham gia phim điện ảnh "Đường Sơn đại địa chấn" của đạo diễn Phùng Tiểu Cương
Năm 2015, Lý Thần tham gia chương trình truyền hình thực tế "Running Brother" của đài vệ tinh Chiết Giang, cùng năm diễn xuất trong bộ phim "Võ Mị Nương truyền kì"
Tháng 3 năm 2016, giành được giải thưởng "Diễn viên truyền hình xuất sắc nhất" tại Lễ trao giải Hoa Đỉnh lần thứ 18. Tháng 5/2016, giành được giải thưởng "Nam diễn viên được hoan nghênh nhất" tại LHP Sinh viên Bắc Kinh lần thứ 23
Năm 2017, Đạt giải "nam diễn viên thực lực" trong lễ trao giải phim truyền hình Weibo với vai Tào Phi trong phim Quân Sư Liên minh
Năm 2018, Đạt giải "Đạo diễn mới xuất sắc nhất" với bộ phim Sky Hunter trong Liên hoan phim Hoa ngữ Quốc tế.

## Đời tư
Vào ngày 16 tháng 9 năm 2017, Lý Thần và Phạm Băng Băng đã đính hôn sau khi anh cầu hôn cô tại bữa tiệc sinh nhật của cô. Cặp đôi tuyên bố chia tay vào ngày 27 tháng 6 năm 2019.
Vào tháng 1 năm 2021, Lý Thần mở một quán bar cao cấp ở Tam Á, Trung Quốc.

## Phim

### Truyền hình
| Năm  | Tên phim                                                       | Vai diễn         | Ghi chú                 |
| ---- | -------------------------------------------------------------- | ---------------- | ----------------------- |
| 1997 | 17 tuổi không khóc 十七岁不哭                                  | Giản Ninh        |                         |
| 1997 | Em ở đâu lưu lại 你在哪里逗留                                  | Hồ Khả           |                         |
| 1998 | Nhật kí làm công 打工日记                                      | Thanh Miêu       |                         |
| 1999 | Bản sắc cảnh sát 刑警本色                                      | Mai Anh          |                         |
| 2002 | Không phải em không được 非你不可                              | Đại Chúng        |                         |
| 2003 | Ca xướng 歌唱                                                  | Tào Hỏa Tinh     |                         |
| 2003 | Thập tam cách cách 十三格格                                    | Thất bối lặc     |                         |
| 2004 | Thố lưu tộc 醋溜族                                             | A Hoa            |                         |
| 2005 | Nhất châm kiến huyết 一针见血                                  | Phàn Đông        |                         |
| 2005 | Quan tòa li hôn 离婚官司                                       | Vương Tử Nghĩa   |                         |
| 2006 | Nguy tình 24h 危情24小时                                       | Phương Tiến      |                         |
| 2006 | Binh lính đột kích 士兵突击                                    | Ngô Triết        |                         |
| 2007 | Ngũ nguyệt tiên hoa 五月的鲜花                                 | Chu Bắc Cực      |                         |
| 2007 | Yêu đến không thể yêu 有多少爱可以重来                         | Giang Bắc        |                         |
| 2008 | Tuyệt mật 绝密押运                                             | Đào Đào          |                         |
| 2009 | Đoàn trưởng của tôi và trung đoàn của tôi 我的团长我的团       | Trương Lập Hiến  |                         |
| 2009 | Nghiệt duyên 孽缘                                              | Lý Bảo Toàn      |                         |
| 2009 | Hà Cầu truyện 虾球传                                           | Hà Cầu           |                         |
| 2009 | Phong xa 风车                                                  | Lương Trần       |                         |
| 2009 | Sinh tử tuyến 生死线                                           | Long Văn Chương  |                         |
| 2012 | Chuyện tình Bắc Kinh 北京爱情故事                              | Ngô Địch         | Giám chế                |
| 2012 | Trời trong nắng ấm 风和日丽                                    | Lưu Thế Quân     |                         |
| 2012 | Bạn thân của tôi 我的非常闺蜜                                  |                  | Khách mời               |
| 2012 | Thanh niên Bắc Kinh 北京青年                                   | Hà Đông          |                         |
| 2012 | Ma lạt nữ binh 麻辣女兵                                        | Trần Hùng        |                         |
| 2013 | Thợ cắt tóc 理发师                                             | Lục Bình Sinh    |                         |
| 2013 | Đêm nay thiên sứ giáng trần 今夜天使降临                       | Khổng Gia Thành  |                         |
| 2013 | Khoảng cách đến tình yêu 到爱的距离                            | Lý Duệ           | Giám chế                |
| 2014 | Ẩn hôn nhật kí 隐婚日记                                        | Mã Minh Vũ       |                         |
| 2014 | Luật sư li hôn 离婚律师                                        | Lữ Thần          | Khách mời               |
| 2014 | Thảo mạo cảnh sát 草帽警察                                     | Lưu Ngũ Tứ       |                         |
| 2014 | Chế tạo mỹ nhân 美人制造                                       | Viên Thiên Cương | Khách mời               |
| 2014 | Bắc Bình không chiến sự 北平无战事                             | Tề Mộ Đường      | Khách mời               |
| 2014 | Hảo nam nhân: Tình cảm hộ lý 好男儿之情感护理                  | Diệp Thế Long    | Khách mời               |
| 2014 | Võ Mỵ Nương truyền kỳ 武媚娘传奇                               | Lý Mục           |                         |
| 2015 | Bên nhau trọn đời 何以笙箫默                                   | Thợ cắt tóc      | Khách mời               |
| 2015 | Thành phố thiên thần 天使的城                                  | Lý Phi Tường     |                         |
| 2015 | Xuân Giang anh hùng: Tú tài gặp quan binh 春江英雄之秀才遇到兵 | Long Thiên Ngôn  |                         |
| 2015 | Ba người cha 三个奶爸                                          | Dư Tranh         |                         |
| 2015 | Ba ba mau lớn 爸爸快长大                                       | Thôi Trẫm        |                         |
| 2016 | Hảo gia hỏa 好家伙                                             | Thời Quang       | Giám chế, quay năm 2012 |
| 2017 | Đại quân sư Tư Mã Ý: Quân sư liên minh 大军师司马懿之军师联盟  | Tào Phi          |                         |
| 2017 | Đại quân sư Tư Mã Ý: Hổ khiếu long ngâm 大军师司马懿之虎啸龙吟 | Tào Phi          |                         |
|      | Ba Thanh truyền kỳ 巴清传奇                                    | Doanh Chính      |                         |
|      | Bảy ngày tuổi 七日生                                           | Lý Hiểu Ninh     |                         |

### Điện ảnh
| Năm  | Tên phim                                                       | Vai diễn                     | Ghi chú             |
| ---- | -------------------------------------------------------------- | ---------------------------- | ------------------- |
| 1997 | Hoa quý vũ quý 花季·雨季                                       | Vương Tiếu Thiên             |                     |
| 1999 | Tuế tuế bình an 岁岁平安                                       | Triệu Căn                    |                     |
| 2000 | Điểm đóng băng đến điểm sôi 从冰点到沸点                       | Em trai                      |                     |
| 2001 | Nam hài tiến về phía trước 男孩向前冲                          | Hạ Tiểu Phong                |                     |
| 2002 | Thanh xuân tử đạn 青春子弹                                     | Thanh Đồng                   |                     |
| 2003 | Tình khiên nhất tuyến 情牵一线                                 |                              | Khách mời           |
| 2004 | Áo ngọc trai 珍珠衫                                            | Tưởng Hưng Ca                |                     |
| 2004 | Hoa chúc thác 花烛错                                           | Nghiêm Tuấn                  |                     |
| 2004 | Thiếu nữ nguy hiểm 危险少女                                    | Quan Hiểu Dương              |                     |
| 2005 | Trò chơi cuối cùng 终极游戏                                    | Kiều Lương                   |                     |
| 2005 | Trái tim tôi đang bay 我心飞翔                                 |                              | Khách mời           |
| 2006 | Đôi cánh thiên sứ 天使的翅膀                                   | Lý Tiêu Dao                  |                     |
| 2007 | Cuộc thi thầm lặng 沉默的较量                                  | Lôi Hiểu Vũ                  |                     |
| 2007 | Hiệu lệnh tập kết 集结号                                       | Lưu trợ lý                   |                     |
| 2008 | Địa hạ tinh không 地下的天空                                   | Tống Đại Minh                | Tên cũ Giếng nước   |
| 2008 | Cực hạn cứu viện 极限救援                                      | Lưu Vũ                       |                     |
| 2008 | Đào hoa vận 桃花运                                             | Quan Tường                   |                     |
| 2009 | Lập chính 立正                                                 | Tiêu Lạc                     |                     |
| 2009 | Sáu chị em Nghi Mông 沂蒙六姐妹                                | Đại Tráng                    |                     |
| 2010 | Đường sơn đại địa chấn 唐山大地震                              | Phương Đạt                   |                     |
| 2010 | Phi thành vật nhiễu 2 非诚勿扰2                                | minh tinh                    | Khách mời           |
| 2010 | Lư Sơn luyến 2010 庐山恋2010                                   | Mã Cương                     |                     |
| 2011 | Phấn đấu 奋斗                                                  | Lục Đào                      |                     |
| 2011 | Kiến đảng vỹ nghiệp 建党伟业                                   | Trương Quốc Đảo              |                     |
| 2011 | Dương thiện châu 杨善洲                                        | Chu Ba                       |                     |
| 2011 | Thất tình 33 ngày 失恋33天                                     |                              | Khách mời           |
| 2013 | Giải cứu tướng gia 忠烈杨家将                                  | Dương Tứ Lang                |                     |
| 2013 | Trí phụ thân 致父亲                                            | Vương Hạo Nhiên              | Phim ngắn           |
| 2013 | Nhân tình viên khuyết 2: Đại lý tương thân 因情圆缺2：代理相亲 | Đinh Dương                   | Phim ngắn           |
| 2014 | Mở cờ trong bụng (Tâm hoa lộ phóng) 心花路放                   | bạn trai Khang Tiểu Vũ       | Khách mời           |
| 2015 | Chúng ta kết hôn đi 咱们结婚吧                                 | Lý Tưởng                     |                     |
| 2015 | Ma thổi đèn: Chín tầng tháp quỷ 九层妖塔                       | Vương Quán Trường            |                     |
| 2016 | Giấc mơ tuổi trẻ 梦想合伙人                                    | Tuấn Thành                   |                     |
| 2016 | Lục Nghiêu gặp Mã Lệ 陆垚知马俐                                | Trưởng nhóm đào tạo quân đội | Khách mời           |
| 2016 | Tôi không phải Phan Kim Liên 我不是潘金莲                      | Cảnh sát                     |                     |
| 2017 | Thợ săn bầu trời 空天猎                                        | Ngô Địch                     | Đạo diễn, Biên kịch |
| 2018 | Xuyên không gặp Tố Tông 祖宗十九代                             | Trương Bách Thuận            |                     |
| 2020 | Bát bách 八百                                                  | Tề Gia Minh                  |                     |
| TBA  | Become the Winner                                              |                              |                     |

## Chương trình truyền hình
- Running brother (2015)